# FLY! BOYS, FLY! 僕たち、CAはじめました
『FLY! BOYS, FLY! 僕たち、CAはじめました』（フライ! ボーイズ フライ! ぼくたち、シーエーはじめました）は、カンテレ制作・フジテレビ系で2019年9月24日に放送されたテレビドラマ。主演はKing & Princeの永瀬廉。キャビンアテンダント（CA）を目指す男子訓練生たちが様々な訓練を通して成長していくさまを描いていく。なお、格安航空会社（LCC）のジェットスター・ジャパンが番組制作に全面協力しており、ドラマではジェットスターの規定に合わせてキャビンアテンダントをキャビンクルーと呼んでいる。
プロデューサーの萩原崇は、永瀬が関西ジャニーズJr.として活動していた6年前から目をつけ、舞台やステージを観て一緒に仕事がしたいと思い、主演にキャスティングした。

## 放送時間
- 火曜21:20 - 23:08（JST）
  - 19:00の『2019年ワールドカップバレーボール』（日本×ブラジル）中継の延長によって、予定より20分繰り下げ。
  - 関東地区と関西地区では21:14 - 21:20（JST)に予告番組『まもなくFLY! BOYS,FLY!』を別途放送（こちらもバレー中継で20分繰り下げ）

## 登場人物
朝川千空（あさかわ ちから）
演 - 永瀬廉（King & Prince）
本作の主人公。新人CA訓練生。空港近くの叔母の家で育った事情から、航空機や空港に詳しくなった“空オタク”。名前のイニシャルが「Chikara Asakawa」であることから、CAが自分にとっての天職であると信じて疑わない。
早乙女薫
演 - 北村匠海
モデル出身の新人CA訓練生。努力という言葉を嫌い、ある程度のところで見切りをつけてしまう典型的な“さとり世代”。千空を小馬鹿にしている節がある。
高山つばさ
演 - 黒島結菜
本作のヒロイン。新人パイロット訓練生。容姿端麗ではあるが、化粧をしないため見た目はかなり地味に見える。
郷田勇一
演 - 岐洲匠
自衛隊出身の新人CA訓練生。
黛正太郎
演 - 小越勇輝
新人CA訓練生。大学時代に同性愛者の中でも性的指向や性同一性を隠匿しない人たちのことを意味するオープンリー・ゲイであることをカミングアウトしている。
大島彩花
演 - 高橋春織
室井義雄
演 - 大倉孝二
千空たちの指導教官。性格はいたって穏やかで、千空たちのよき相談相手でもある。
霧沢麗子
演 - 真飛聖
千空たちの指導教官。かなりの美人ではあるが、チーフパーサーを務めていた客室乗務員だけあって、訓練生に対する厳しさは半端ではない。
高山康介
演 - 寺脇康文
つばさの父。ある事情からつばさがパイロットになることに猛反対しており、つばさとは半絶縁状態になっている。
朝川美智
演 - キムラ緑子
千空の伯母。成田国際空港のそばで銭湯を経営しており、親代わりとして千空を育ててきた一番の理解者。世界中の料理に精通。　

## スタッフ
- 脚本 - 古家和尚
- 演出 - 新城毅彦　ほか
- メインテーマ - 石田勝範
- VFX - オムニバス・ジャパン
- 技術協力 - ティーエフシープラス
- 照明協力 - APEX
- 美術協力 - 京映アーツ
- ポスプロ - ワインド・アップ
- プロデューサー - 萩原崇（カンテレ）、長谷川晴彦（ROBOT）、阿部豪（ROBOT）
- 特別協力 - ジェットスター・ジャパン
- 制作協力 - ROBOT
- 製作著作 - カンテレ